# Jonah Goldberg

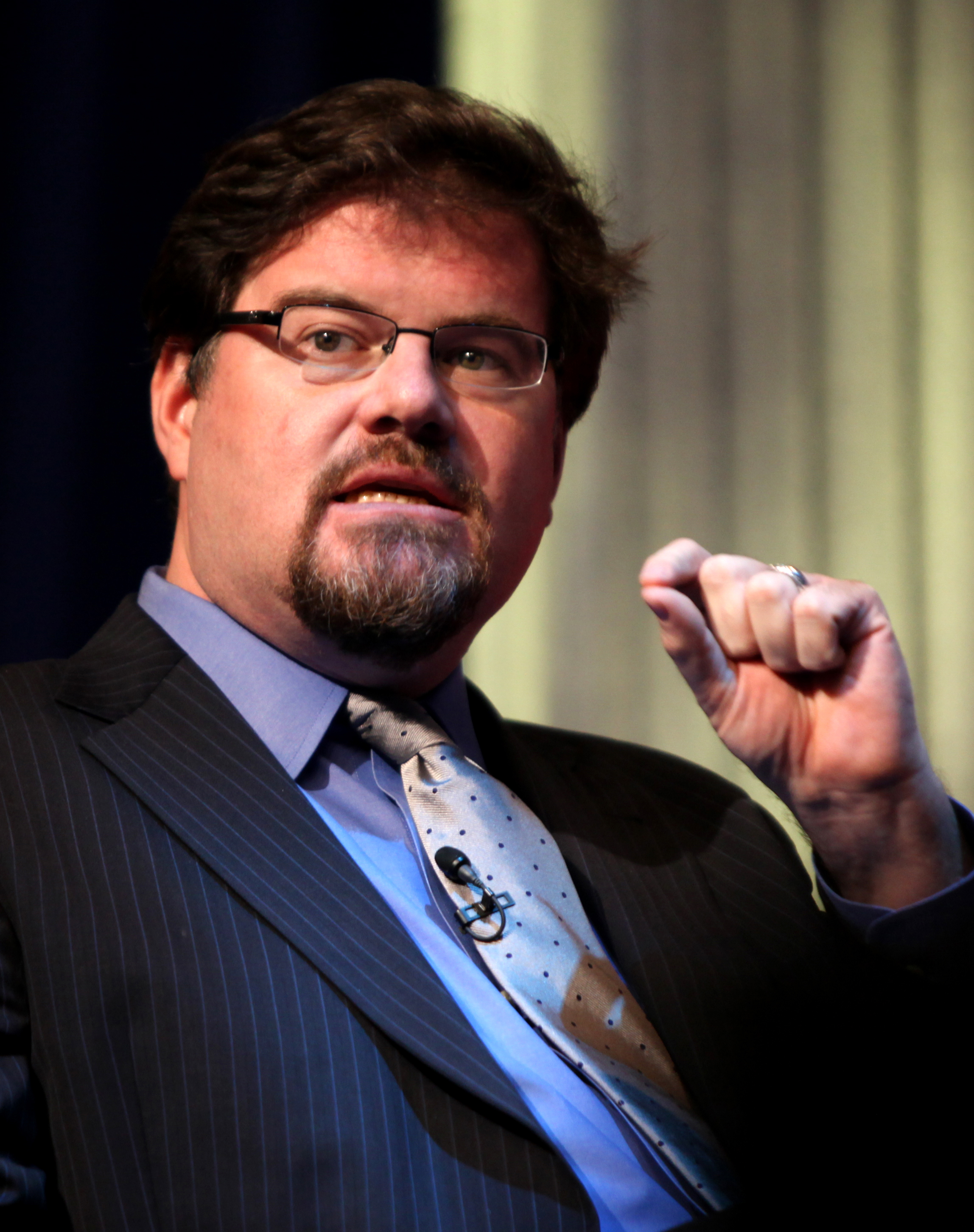
Jonah Goldberg auf der CPAC 2012

Jonah Jacob Goldberg (* 21. März 1969) ist ein konservativer US-amerikanischer Publizist und Kommentator. Bekannt wurde er durch seine Beiträge zu Politik und Kultur auf der den Republikanern nahestehenden Website National Review Online, deren Redakteur und zuletzt Chefredakteur er von 1998 bis 2019 war. Er tritt zudem regelmäßig im Fernsehen auf, etwa in Shows wie Good Morning America, Crossfire, Nightline, Hardball with Chris Matthews, Larry King Live und beim mittlerweile abgesetzten Politically Incorrect.

## Werdegang
Goldberg absolvierte bis 1991 Studien am Goucher College in Baltimore, in dessen Beirat er von 1991 bis 1994 saß. Er schrieb und produzierte zwei Dokumentarfilm-Serien: Gargoyles: Guardians of the Gate und Notre Dame: Witness to History. In den 1990er-Jahren arbeitete er zudem ein Jahr lang als Englischlehrer in der tschechischen Hauptstadt Prag.

## Publikationen
Zu den immer wieder in seinen Artikeln aufgegriffenen Themen zählen Zensur, Meritokratie, bürgerliche Freiheiten, Föderalismus und die Auslegung der US-Verfassung. Seine Zwistigkeiten mit Andersdenkenden sind gleichfalls oft Gegenstand seiner Kolumnen. Eine zweite bedient er regelmäßig im Zug der Syndikation unter anderem auf Townhall.com, der Website eines wichtigen konservativen Netzwerks in den USA. Dort befleißigt er sich meist eines gemäßigteren Tons als in seinen Beiträgen für die National Review Online (die als National Review auch im Druck erscheint), für die er seit dem 11. September 1998 regelmäßig schreibt.
Zudem erschienen seine Kommentare, im Wall Street Journal, Commentary, The Public Interest, The Wilson Quarterly, Weekly Standard, in der Boulevardzeitung New York Post wie auch in The Women’s Quarterly und als Gastkommentare beim progressiven" Online-Magazin Slate sowie (gelegentlich) im gemeinhin als "linksgerichtet" angesehenen New Yorker. Fast regelmäßig erscheinen nunmehr seine syndizierten Artikel in der Los Angeles Times (Stand: Juli 2006).

## Der Autor Goldberg: Verehrer und Kritiker
Seine Kolumne bei der National Review Online, genannt "Goldberg File" (bzw. von Goldberg-Verehrern "G-File", die wiederum als "G-Philes" – G-Philos, also Goldberg-Freunde – tituliert werden), setzt regelmäßig auf einen oft zu Lasten der liberals (in den USA: der Linken) gehenden Humor. Dabei nimmt Goldberg kein Blatt vor den Mund und bedient sich häufig einer plakativen, bisweilen auch reichlich rüden Polemik. Im Zuge der Kampagne zahlreicher konservativer Gazetten und sonstiger "patriotischer" Medien gegen die kriegs-"unwilligen" Franzosen (das sogenannte French-Bashing) z. B. hielt auch er nicht hinter dem Berg und schmähte diese als "cheese-Eating Surrender Monkeys" (etwa: Käse kauende Kapitulationsaffen), ein Zitat aus der Fernsehserie "The Simpsons". Er ist weiterhin ein erklärter Feind von Alec Baldwin, Noam Chomsky oder der UNO. Mit der Kolumnistin Ann Coulter, die ebenfalls für das Nationalreview geschrieben hatte, überwarf er sich nach einem Artikel, in dem sie sich dafür aussprach, die islamischen Länder zu überfallen und zu christianisieren. Dabei habe ihn nicht der Inhalt, sondern die journalistische Schwäche gestört.
Goldberg ist Autor des Buches „Liberal Fascism. The Secret History of the American Left, from Mussolini to the Politics of Meaning“ (2008, ISBN 0-385-51184-1, deutsch: Liberaler Faschismus. Die geheime Geschichte der amerikanischen Linken). 2018 erschien sein Buch „Suicide of the West. "How the Rebirth of Tribalism, Populism, Nationalism, and Identity Politics Is Destroying American Democracy“.

## Familiäres
Goldberg ist mit Jessica Gavora verheiratet und hat mit ihr eine Tochter. Gavora war die Redenschreiberin des früheren US-Justizministers John Ashcroft. Goldbergs verstorbener Vater Sid (* 1931; † 2005) war Jude, seine Mutter Lucianne Steinberger Cummings Goldberg ist episkopalische Protestantin. Goldberg hat einen Bruder, Joshua John Goldberg.

## Zitate
Wenn Religion das Opium der Massen ist, dann sind die Vereinten Nationen das Opium der Eliten.
"Worauf kommt es an für Europa?", fragte einst Charles de Gaulle. "Es muss dazu dienen, die Dominierung sowohl durch die Amerikaner als auch durch die Sowjets abzuwenden." Man könnte genauso gut sagen. "Worauf kommt's für den Tante-Emma-Laden an der Ecke an? Er muss dazu dienen, sowohl die Vorherrschaft der Mafia als auch die der Polizei zu verhindern."
Die Unterstützung Syriens zu haben ist das moralische Äquivalent davon, sich der Billigung des Ku-Klux-Klan zu versichern. Es könnte nützlich sein, aber es spricht nicht notwendigerweise für Sie.
Alle zehn Jahre sollten die USA ein dreckiges kleines Land packen und an die Wand schmeißen, nur um zu zeigen, dass wir es ernst meinen.
Ich würde gerne eine einfache Frage stellen: Warum ist Julian Assange nicht tot? [...] Warum wurde Assange nicht vor Jahren in seinem Hotelzimmer erdrosselt? Das ist eine ernste Frage.

## Schriften
- Suicide of the West: How the Rebirth of Tribalism, Populism, Nationalism, and Identity Politics is Destroying American Democracy. Crown Publishing Group, 2018, ISBN 978-1-101-90494-7.
- The Tyranny of Clichés: How Liberals Cheat in the War of Ideas. Penguin books, 2012, ISBN 978-1-101-57235-1.
- Liberal Fascism: The Secret History of the American Left, From Mussolini to the Politics of Meaning. Crown Publishing Group, 2008, ISBN 978-0-385-51769-0.